# Pirata cereipes
Pirata cereipes là một loài nhện trong họ Lycosidae.
Loài này thuộc chi Pirata. Pirata cereipes được Ludwig Carl Christian Koch miêu tả năm 1878.